# Strawczyn (gemeente)
De gemeente Strawczyn is een landgemeente in het Poolse woiwodschap Święty Krzyż, in powiat Kielecki.
De zetel van de gemeente is in Strawczyn.
Op 30 juni 2004 telde de gemeente 9732 inwoners.

## Oppervlakte gegevens
In 2002 bedroeg de totale oppervlakte van gemeente Strawczyn 86,26 km², waarvan:
- agrarisch gebied: 74%
- bossen: 19%

De gemeente beslaat 3,84% van de totale oppervlakte van de powiat.

## Demografie
Stand op 30 juni 2004:
| Omschrijving                   | Totaal | Totaal | Vrouwen | Vrouwen | Mannen | Mannen |
| ------------------------------ | ------ | ------ | ------- | ------- | ------ | ------ |
| eenheid                        | aantal | %      | aantal  | %       | aantal | %      |
| inwoners                       | 9732   | 100    | 4806    | 49,4    | 4926   | 50,6   |
| bevolkingsdichtheid (inw./km²) | 112,8  | 112,8  | 55,7    | 55,7    | 57,1   | 57,1   |

In 2002 bedroeg het gemiddelde inkomen per inwoner 1328,67 zł.

## Aangrenzende gemeenten
Łopuszno, Miedziana Góra, Mniów, Piekoszów